# Hard Times and Nursery Rhymes
Hard Times and Nursery Rhymes is het zevende studioalbum van de Amerikaanse punkband Social Distortion. Het album werd uitgegeven op 18 januari 2011 via het platenlabel Epitaph Records op cd en als dubbel-elpee en is de eerste uitgave van de band via dit label. Met dit album keert de band weer terug naar de cowpunkstijl die ook te horen is op de albums Prison Bound (1988) en Social Distortion (1990).
Hard Times and Nursery Rhymes is het eerste album van Social Distortion waar basgitarist Brent Harding aan heeft meegewerkt.

## Nummers
1. "Road Zombie" (instrumentaal) - 2:21
2. "California (Hustle and Flow)" - 5:00
3. "Gimme the Sweet and Lowdown" - 3:23
4. "Diamond in the Rough" - 4:35
5. "Machine Gun Blues" - 3:33
6. "Bakersfield" - 6:25
7. "Far Side of Nowhere" - 3:29
8. "Alone and Forsaken" (cover van Hank Williams) - 4:02
9. "Writing on the Wall" - 5:01
10. "Can't Take It With You" - 5:02
11. "Still Alive" - 4:05

Deluxe edition
1. "Take Care of Yourself" - 3:59
2. "I Won't Run No More" - 3:40

iTunes-versie
1. "Down Here (With the Rest of Us)" - 3:56

## Band
Drummer Atom Willard verliet de groep gedurende de opnames. Hij werd vervangen door David Hidalgo. Hidalgo heeft echter niet meegewerkt aan het album, al staat hij wel als bandlid vermeld. Sessiemuzikant Josh Freese verzorgt de drumpartijen op dit album.
- Mike Ness - zang, gitaar
- Jonny Wickersham - gitaar
- Brent Harding - basgitaar
- David Hidalgo Jr. - drums, slagwerk